# Фрешельс
Фрешельс (нім. Fräschels) — громада  в Швейцарії в кантоні Фрібур, округ Зее.

## Географія
Громада розташована на відстані близько 19 км на захід від Берна, 23 км на північ від Фрібура.
Фрешельс має площу 3,1 км², з яких на 10,5% дозволяється будівництво (житлове та будівництво доріг), 71,7% використовуються в сільськогосподарських цілях, 16,9% зайнято лісами, 1% не є продуктивними (річки, льодовики або гори).

## Демографія
2019 року в громаді мешкало 454 особи (-5,8% порівняно з 2010 роком), іноземців було 8,8%. Густота населення становила 146 осіб/км².
За віковим діапазоном населення розподілялося таким чином: 17,4% — особи молодші 20 років, 68,7% — особи у віці 20—64 років, 13,9% — особи у віці 65 років та старші. Було 186 помешкань (у середньому 2,4 особи в помешканні).
Із загальної кількості 110 працюючих 39 було зайнятих в первинному секторі, 11 — в обробній промисловості, 60 — в галузі послуг.